# Saint-André-d'Allas
Saint-André-d'Allas is een gemeente in het Franse departement Dordogne (regio Nouvelle-Aquitaine) en telt 658 inwoners (2004). De plaats maakt deel uit van het arrondissement Sarlat-la-Canéda.

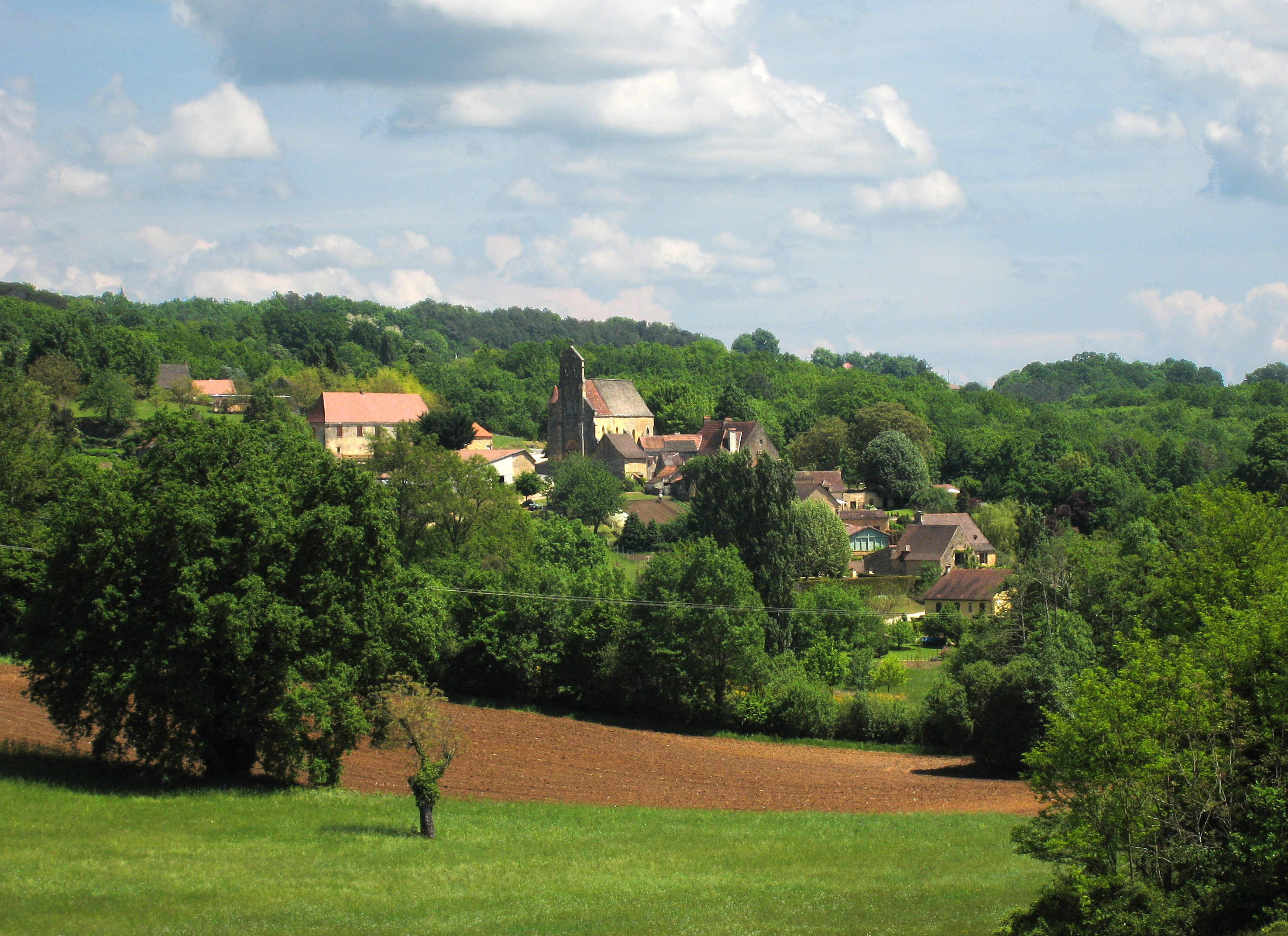
Saint-André-d'Allas
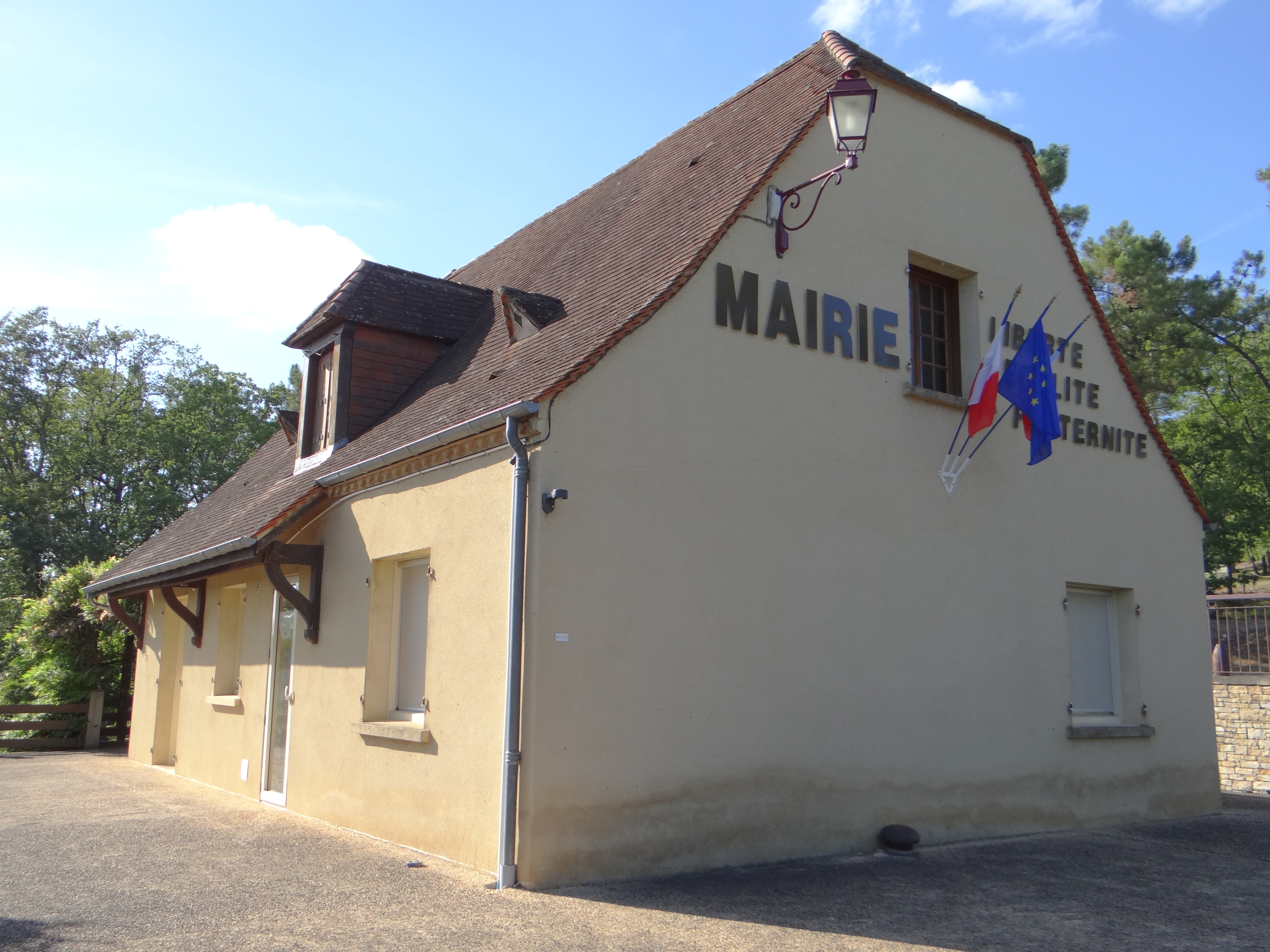
Gemeentehuis
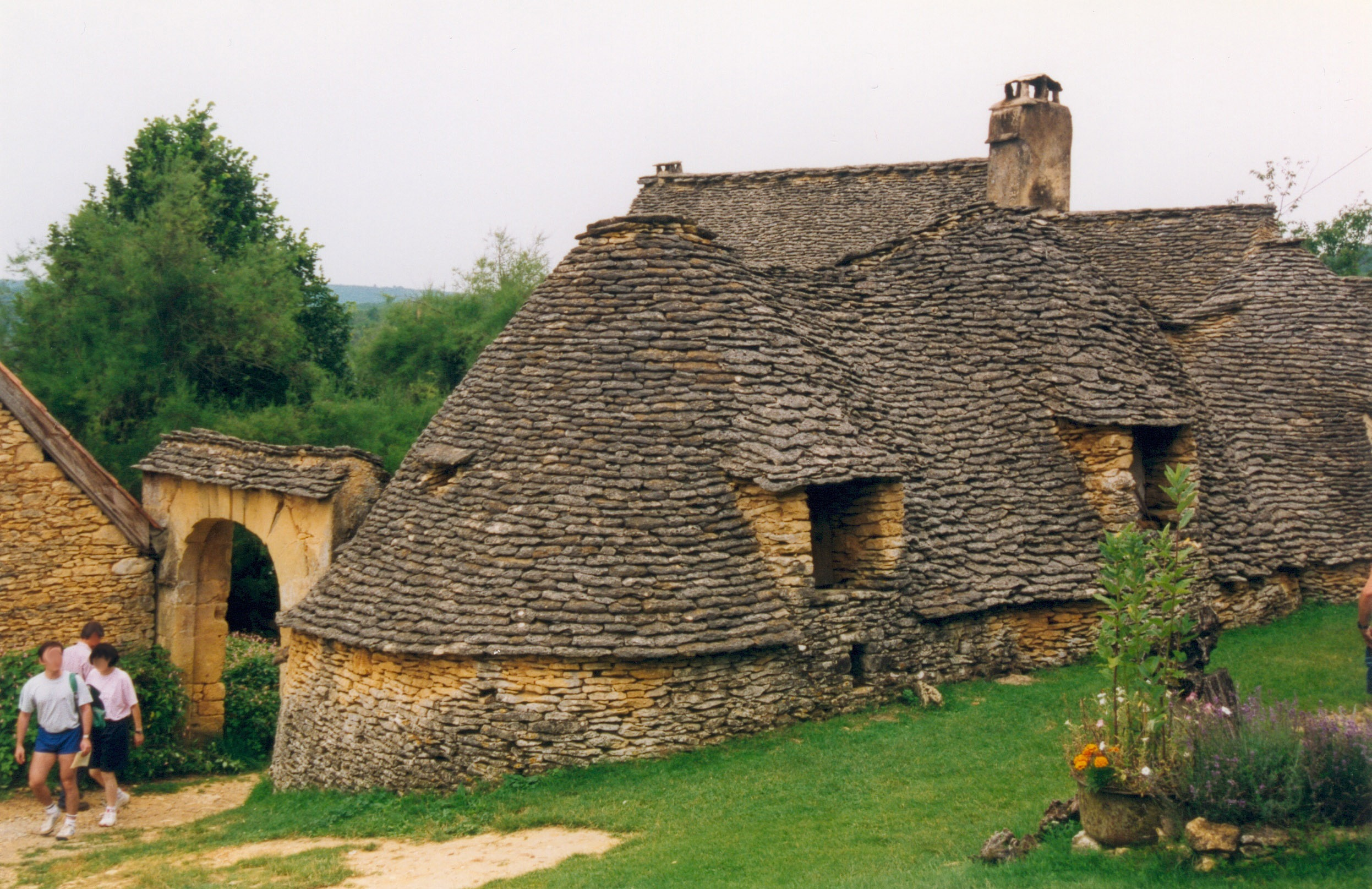
Breuil

## Geografie
De oppervlakte van Saint-André-d'Allas bedraagt 29,4 km², de bevolkingsdichtheid is 22,4 inwoners per km².
De onderstaande kaart toont de ligging van Saint-André-d'Allas met de belangrijkste infrastructuur en aangrenzende gemeenten.

## Demografie
Onderstaande figuur toont het verloop van het inwonertal (bron: INSEE-tellingen).